# Horace Tuitt
Horace Tuitt (Horace Clyde Tuitt; * 25. Januar 1954) ist ein ehemaliger Sprinter und Mittelstreckenläufer aus Trinidad und Tobago.
Bei den Olympischen Spielen 1976 in Montreal wurde er Sechster in der 4-mal-400-Meter-Staffel und erreichte über 800 m das Halbfinale.

## Persönliche Bestzeiten
- 400 m: 47,1 s, 1976
- 800 m: 1:47,5 min, 16. März 1974, Pointe-à-Pitre